# Kvam
Gmina Kvam (norw. Kvam kommune) – norweska gmina leżąca w regionie Hordaland. Jej siedzibą jest miasto Norheimsund.
Kvam jest 180. norweską gminą pod względem powierzchni.

## Demografia
Według danych z roku 2005 gminę zamieszkuje 8334 osób. Gęstość zaludnienia wynosi 13,53 os./km². Pod względem zaludnienia Kvam zajmuje 125. miejsce wśród norweskich gmin.
| ludność stan na 1 stycznia 2005 |         |           |       |
|                                 | kobiety | mężczyźni | razem |
| osób                            | 4151    | 4183      | 8334  |
| %                               | 49,81%  | 50,19%    | 100%  |

| wykształcenie stan na 1 października 2004 |        |         |        |        |
|                                           | podst. | średnie | wyższe | niezn. |
| osób                                      | 1148   | 4133    | 1225   | 97     |
| %                                         | 17,39% | 62,59%  | 18,55% | 1,47%  |

## Edukacja
Według danych z 1 października 2004:
- liczba szkół podstawowych (norw. grunnskolar): 13
- liczba uczniów szkół podst.: 1192

## Władze gminy
Według danych na rok 2011 administratorem gminy (norw. rådmann) jest Harald Inge Anderssen, natomiast burmistrzem (norw. ordfører, d. borgermester) jest Astrid Farestveit Selsvold.